# Schuld und Sühne (1970)
Schuld und Sühne (Originaltitel: Преступление и наказание, Prestuplenije i nakasanije) ist ein sowjetischer Spielfilm unter der Regie von Lew Kulidschanow aus dem Jahr 1970 nach dem gleichnamigen Roman von Fjodor Dostojewski von 1866.

## Handlung
Die Handlung des Films ist werkgetreu aus Dostojewskis Roman Schuld und Sühne übertragen.

## Produktion
Der Film besteht aus zwei Teilen, die aber immer hintereinander in einer Vorstellung gezeigt wurden.
Der in Schwarzweiß und Totalvision gedrehte Film hatte am 28. September 1970 unter dem Titel Преступление и наказание in der Sowjetunion Premiere und dort über 13 Millionen Zuschauer.
In der DDR wurde er erstmals am 12. November im Rahmen der Feierlichkeiten zum 150. Geburtstag von Fjodor Dostojewski aufgeführt. Die bundesdeutsche Kinopremiere erfolgte am 31. Dezember 1971 und die Berliner Erstaufführung fand am 7. Januar 1972 im Berliner Kino OTL in der Oranienburger Straße statt.
Im 1. Programm des Fernsehens der DDR lief der Film in 2 Teilen am 26. November 1972 im Rahmen des Festivals des sowjetischen Films in Kino und Fernsehen der DDR.

## Kritik
Dr. M. Jelenski meinte in der Berliner Zeitung, dass der Regisseur dem Dichter folge, der mal gesagt hat, dass es ihm darum gehe, bei absoluten Realismus, den Menschen im Menschen aufzuspüren. Ein höheres Lob ist der Verfilmung nicht zu zollen.
Für Helmut Ullrich von der Neuen Zeit war es ein langer, ein überlanger Film, der um Dostojewskis willen manche Regel und manchen Erfahrungswert der Filmdramaturgie unbeachtet gelassen habe.
Das Lexikon des internationalen Films bezeichnete den Film als werkgetreue, kultivierte und handwerklich anspruchsvolle Verfilmung des Dostojewski-Romans, allerdings uninspiriert und ohne Engagement. Der Film stelle den Endpunkt einer Reihe aufwendiger Klassikerverfilmungen der 1960er Jahre, mit denen sich das sowjetische Kino zu erneuern versuchte.

## Auszeichnungen
- 1971: Staatspreis der Russischen Föderation[5]

## Synchronisation
| Rolle                                | Darsteller             | Synchronsprecher         |
| ------------------------------------ | ---------------------- | ------------------------ |
| Rodion Romanowitsch Raskolnikow      | Georgi Taratorkin      | Winfried Wagner          |
| Porfiri Petrowitsch                  | Innokenti Smoktunowski | Hans-Peter Minetti       |
| Sonja, Sofja Semjonowna Marmeladowa  | Tatjana Bedowa         | Gudrun Jochmann          |
| Arkadi Iwanowitsch Swidrigailow      | Jefim Kopeljan         | Robert Trösch            |
| Jekaterina Iwanowna Marmeladowa      | Maja Bulgakowa         | Helga Göring             |
| Pulcherija Alexandrowna Raskolnikowa | Irina Goschewa         | Erika Dunkelmann         |
| Pjotr Petrowitsch Luschin            | Wladimir Bassow        | Peter Kühle              |
| Alena Iwanowna                       | Jelisaweta Jewstratowa | Ilse Voigt               |
| Semjon Sacharowitsch Marmeladow      | Jewgeni Lebedew        | Alfred Driesener-Tressin |
| Ilja Petrowitsch                     | Juri Saranzew          | Helmut Müller-Lankow     |
| Nikodim Fomitsch                     | Juri Wolkow            | Horst Preusker           |